# Polizeipräsidium Oberbayern Süd
Das Polizeipräsidium Oberbayern Süd ist einer von zehn regionalen Verbänden der Bayerischen Polizei und als solcher eine Landesmittelbehörde des Freistaates Bayern. Es ist direkt dem Bayerischen Staatsministerium des Innern, für Sport und Integration unterstellt und hat seinen Dienstsitz in Rosenheim. Der Zuständigkeitsbereich des Polizeipräsidiums umfasst mit neun oberbayerischen Landkreisen und der kreisfreien Stadt Rosenheim ein Gebiet mit einer Fläche von 9180 Quadratkilometern und mehr als 1,3 Millionen Einwohnern.
Der Verband ging am 1. Januar 2009 aus dem Polizeipräsidium Oberbayern mit Sitz in München hervor, das im Rahmen der Polizeireform 2008 in das Polizeipräsidium Oberbayern Nord und das Polizeipräsidium Oberbayern Süd aufgeteilt wurde.

## Zuständigkeitsbereich
- Landkreis Altötting
- Landkreis Bad Tölz-Wolfratshausen
- Landkreis Berchtesgadener Land
- Landkreis Garmisch-Partenkirchen
- Landkreis Miesbach
- Landkreis Mühldorf am Inn
- Landkreis Rosenheim
- Landkreis Traunstein
- Landkreis Weilheim-Schongau
- Rosenheim

## Organisation
Mit Stand vom 31. Dezember 2024 gab es beim Polizeipräsidium Oberbayern Süd insgesamt 3080 Bedienstete, davon 2656 Polizeibeamte und 424 Polizeiangestellte (Tarifbeschäftigte). Leiter des Präsidiums ist seit Januar 2025 Polizeipräsident Frank Hellwig, sein ständiger Vertreter ist Polizeivizepräsident Michael Siefener. Dem Polizeipräsidenten sind das Präsidialbüro, die Abteilungen Einsatz und Polizeiverwaltung sowie diverse Polizeidienststellen (27 Polizeiinspektionen und fünf -stationen), Verkehrspolizeidienststellen, Kriminalpolizeidienststellen, Fahndungsdienststellen, Zentrale Einsatzdienste sowie ein Alpiner Einsatzzug nachgeordnet.

## Dienststellen

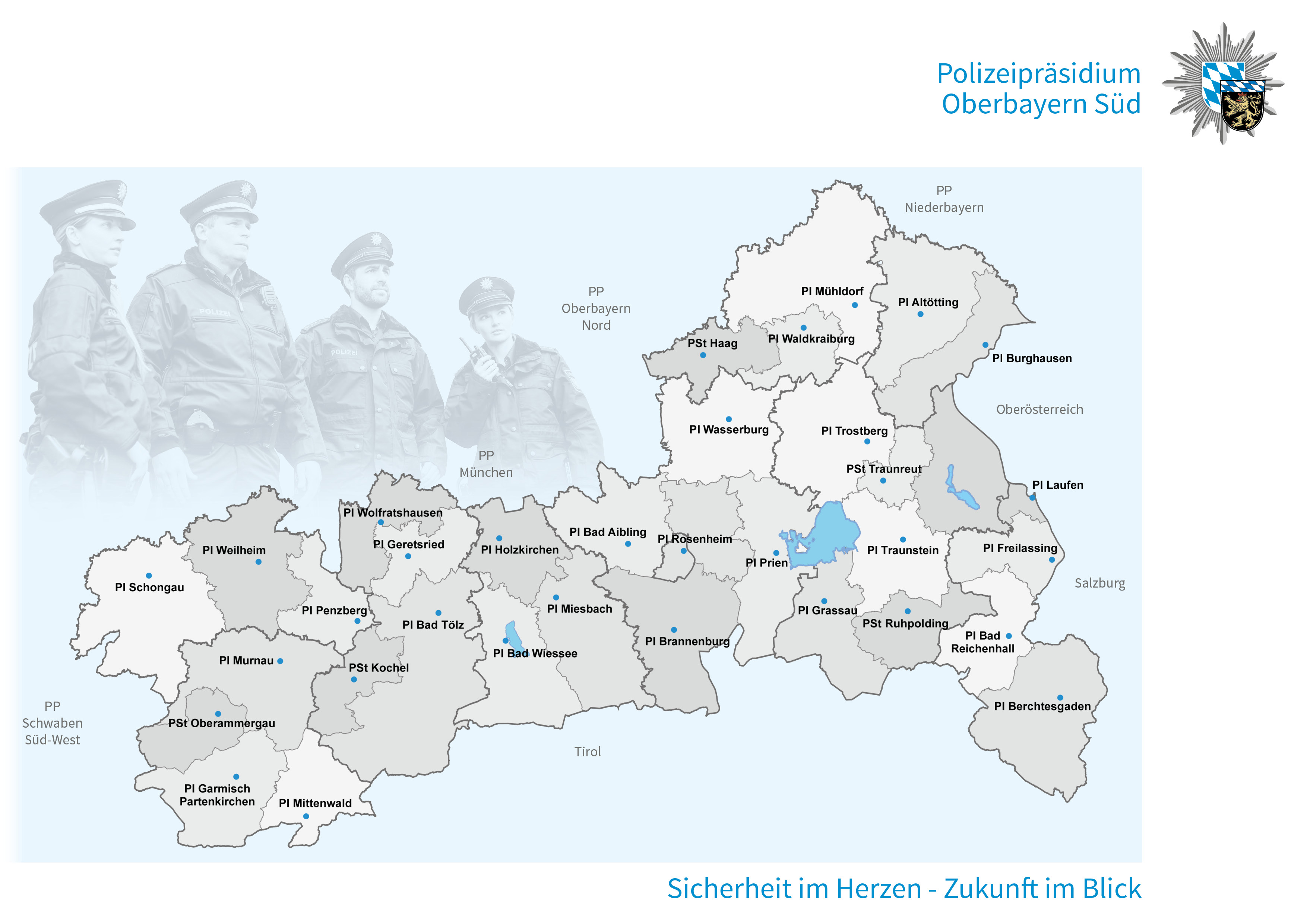

Nachfolgend eine Auflistung der untergeordneten Dienststellen. In Klammern werden die jeweiligen örtlichen Zuständigkeitsbereiche aufgeführt.
Schutzpolizei
- Polizeiinspektion Altötting (Altötting, Burgkirchen – Gemeindeteil Gendorf, Emmerting, Erlbach, Garching/Alz, Kastl, Mehring, Neuötting, Perach, Pleiskirchen, Reischach, Teising, Töging/Inn, Tüßling, Winhöring und Unterneukirchen)
- Polizeiinspektion Bad Aibling (Bad Aibling, Bruckmühl, Feldkirchen-Westerham, Großkarolinenfeld, Kolbermoor und Tuntenhausen)
- Polizeiinspektion Bad Reichenhall (Bad Reichenhall, Anger, Bayerisch Gmain, Piding und Schneizlreuth)
- Polizeiinspektion Bad Tölz (Gaißach, Greiling, Bad Heilbrunn, Jachenau, Lenggries, Reichersbeuern, Sachsenkam, Bad Tölz und Wackersberg)
  - Polizeistation Kochel am See (Kochel am See, Benediktbeuern, Schlehdorf, Bichl und Teile der Jachenau)
- Polizeiinspektion Bad Wiessee (Bad Wiessee, Kreuth, Rottach-Egern, Tegernsee, Gmund und Waakirchen)
- Polizeiinspektion Berchtesgaden (Berchtesgaden, Bischofswiesen, Marktschellenberg, Ramsau und Schönau am Königssee)
- Polizeiinspektion Brannenburg (Bad Feilnbach, Brannenburg, Flintsbach am Inn, Kiefersfelden, Neubeuern, Nußdorf am Inn, Oberaudorf, Raubling, Rohrdorf und Samerberg)
- Polizeiinspektion Burghausen (Burghausen, Burgkirchen – ohne den Gemeindeteil Gendorf, Feichten, Haiming, Halsbach, Kirchweidach, Marktl, Mehring, Stammham und Tyrlaching)
- Polizeiinspektion Freilassing (Ainring, Freilassing, Saaldorf-Surheim und Teisendorf)
- Polizeiinspektion Garmisch-Partenkirchen (Grainau, Farchant und Oberau)
  - Polizeistation Oberammergau (Ettal, Oberammergau und Unterammergau)
- Polizeiinspektion Geretsried (Dietsramszell, Königsdorf und Geretsried)
- Polizeiinspektion Grassau (Grassau, Marquartstein, Schleching, Stadach-Egerndach, Übersee, Unterwössen und Reit im Winkl)
- Polizeiinspektion Holzkirchen (Holzkirchen, Otterfing, Valley, Warngau und Weyarn)
- Polizeiinspektion Laufen (Fridolfing, Kirchanschöring, Laufen, Petting, Taching am See, Tittmoning, Waging am See und Wonneberg)
- Polizeiinspektion Miesbach (Miesbach, Irschenberg, Fischbachau, Bayrischzell, Schliersee und Hausham)
- Polizeiinspektion Mittenwald (Krün, Mittenwald und Wallgau)
- Polizeiinspektion Mühldorf am Inn (Ampfing, Buchbach, Egglkofen, Erharting, Heldenstein, Lohkirchen, Mettenheim, Mühldorf am Inn, Neumarkt St. Veit, Niederbergkirchen, Niedertaufkirchen, Oberbergkirchen, Oberneukirchen, Obertaufkirchen, Polling, Rattenkirchen, Schönberg, Schwindegg und Zangberg)
- Polizeiinspektion Murnau am Staffelsee (Bad Bayersoien, Eschenlohe, Großweil, Bad Kohlgrub, Murnau, Ohlstadt, Riegsee, Saulgrub, Schwaigen, Seehausen, Spatzenhausen und Uffing)
- Polizeiinspektion Penzberg (Antdorf, Bernried, Habach, Iffeldorf, Obersöchering, Penzberg, Seeshaupt und Sindelsdorf)
- Polizeiinspektion Prien am Chiemsee (Aschau, Bad Endorf, Bernau, Breitbrunn, Chiemsee, Eggstätt, Frasdorf, Gollenshausen, Gstadt, Halfing, Höslwang, Prien und Rimsting)
- Polizeiinspektion Rosenheim (Rosenheim, Prutting, Riedering, Schechen, Söchtenau, Stephanskirchen und Vogtareuth)
- Polizeiinspektion Schongau (Altenstadt, Bernbeuren, Böbing, Burggen, Hohenfurch, Hohenpeißenberg, Ingenried, Peiting, Prem, Rottenburch, Schongau, Schwabbruck, Schwabsoien, Steingaden und Wildsteig)
- Polizeiinspektion Traunstein (Bergen, Chieming, Grabenstätt, Nussdorf, Siegsdorf, Surberg, Vachendorf und Traunstein)
  - Polizeistation Ruhpolding (Inzell und Ruhpolding)
- Polizeiinspektion Trostberg (Altenmarkt, Engelsberg, Kienberg, Obing, Pittenhart, Schnaitsee, Seeon-Seebruck, Tacherting und Trostberg)
  - Polizeistation Traunreut (Traunreut, Matzing, Stein a. d. Traun, St. Georgen, Traunwalchen und Palling)
- Polizeiinspektion Waldkraiburg (Waldkraiburg, Aschau, Jettenbach, Kraiburg, Taufkirchen und Unterreit)
  - Polizeistation Haag in Oberbayern (Gars am Inn, Haag, Kirchdorf, Maithenbeth, Rechtmehring und Reichertsheim)
- Polizeiinspektion Wasserburg am Inn (Albaching, Amerang, Babensham, Edling, Eiselfing, Griesstätt, Pfaffing, Ramersberg, Rott am Inn, Schonstett, Soyen und Wasserburg am Inn)
- Polizeiinspektion Weilheim in Oberbayern (Eberfing, Eglfing, Huglfing, Oberhausen, Pähl, Peißenberg, Polling, Weilheim, Wessobrunn, Wielenbach und Raisting)
- Polizeiinspektion Wolfratshausen (Egling, Eurasburg, Icking, Münsing und Wolfratshausen)

Verkehrspolizei
- Autobahnpolizeistation Holzkirchen (A 8/Ost und A 995)
- Autobahnpolizeistation Mühldorf (A 94 und B12 / B20)
- Verkehrspolizeiinspektion Rosenheim (A 8/Ost und A 93/Süd)
- Verkehrspolizeiinspektion Traunstein (A 8/Süd)
- Verkehrspolizeiinspektion Weilheim in Oberbayern (A 95, A 952 und B2)

Kriminalpolizei
- Kriminalpolizeiinspektion Traunstein (Landkreis Traunstein und Landkreis Berchtesgadener Land)
- Kriminalpolizeistation Mühldorf am Inn (Landkreis Altötting und Landkreis Mühldorf)
- Kriminalpolizeiinspektion Rosenheim (Stadt Rosenheim und Landkreis Rosenheim)
- Kriminalpolizeistation Miesbach (Landkreis Miesbach)
- Kriminalpolizeiinspektion Weilheim in Oberbayern (Landkreis Weilheim-Schongau und Landkreis Bad Tölz-Wolfratshausen)
- Kriminalpolizeistation Garmisch-Partenkirchen (Landkreis Garmisch-Partenkirchen)

Grenzpolizei
- Grenzpolizeiinspektion Murnau am Staffelsee (Landkreis Weilheim-Schongau, Landkreis Bad Tölz-Wolfratshausen und Landkreis Garmisch-Partenkirchen)
- Grenzpolizeiinspektion Piding (Landkreis Berchtesgadener Land und Landkreis Traunstein)
- Grenzpolizeistation Burghausen (Landkreis Altötting, Landkreis Mühldorf)
- Grenzpolizeiinspektion Raubling (Landkreis Rosenheim, Landkreis Miesbach und Stadt Rosenheim)
- Grenzpolizeistation Kreuth (Landkreis Miesbach)

## Öffentlichkeitsarbeit
Nachdem das Polizeipräsidium Oberbayern Süd unter anderem während des G7-Gipfels 2015 bei der Öffentlichkeitsarbeit positive Erfahrung mit der Nutzung Sozialer Netzwerke gewonnen hatte, werden Facebook, Twitter und Instagram weiterhin zur Öffentlichkeitsarbeit eingesetzt.

## Informationen zum G7-Gipfel 2022
Der G7-Gipfel 2022 fand, wie auch das Treffen der G7-Staats- und Regierungschefs 2015, auf Schloss Elmau im Landkreis Garmisch-Partenkirchen statt. In der Planung war ein Gesamtkräfteansatz von, in der Spitze annähernd, 18.000  Polizeibeamten vorgesehen. Die Bayerische Polizei wurde durch Einsatzkräfte weiterer Bundesländer unterstützt.

## Belege
1. 1 2 3  Sicherheitsbericht 2024. (PDF; 9,8 MB) In: polizei.bayern.de. Polizeipräsidium Oberbayern Süd, 24. März 2025, abgerufen am 22. Juli 2025.
2. ↑  Die Bayerische Polizei – Polizeipräsidium Oberbayern Süd. Abgerufen am 27. Juni 2023.
3. ↑  https://www.facebook.com/polizeiOBS
4. ↑  https://twitter.com/polizeiOBS
5. ↑  https://www.instagram.com/polizeiobs/
6. ↑  G7.bayern: Der G7-Gipfel in Bayern auf einen Blick. Abgerufen am 14. Juni 2022.